# Sigmund Brouwer
Sigmund Brouwer (* 1959 in Red Deer) ist ein kanadischer Science-Fiction- und Fantasyautor.
Sigmund Brouwer, der eines von sechs Kindern einer niederländischstämmigen Familie ist, studierte an der Carleton University in Kanada und den Vereinigten Staaten Journalistik und war als Herausgeber und Verleger verschiedener Zeitschriften tätig. Er ist Dozent für Literatur in Alberta und schrieb zahlreiche Fantasy-Romane für Erwachsene, aber auch Kinderbücher und Science-Fiction-Romane (wie Double Helix, 1995). Er ist mit der Sängerin Cindy Morgan verheiratet, die sich auf Christliche Popmusik spezialisiert hat.

## Werke (deutsche Ausgaben, Auswahl)
- Doppelhelix, 1996
- Im Zeichen des Tieres (mit Hank Hanegraaff), 2005
- Schatten der Vergangenheit, 2006

Winds of Light (Thomas-von-Magnus-Zyklus)
1. Der strahlende Engel, 1993 (auch Thomas von Magnus und Der strahlende Engel, 2004)
2. Die Barbaren der Kelteninsel, 1994 (auch Thomas von Magnus und Die Barbaren der Kelteninsel, 2004)
3. Die Legende vom brennenden Wasser, 1996 (auch Thomas von Magnus und Die Legende vom brennenden Wasser, 2004)
4. Der gescheiterte Kreuzzug, 1997 (auch Thomas von Magnus und Der gescheiterte Kreuzzug, 2005)
5. Eine Stadt der Träume, 1998 (auch Thomas von Magnus und Eine Stadt der Träume, 2005)
6. Merlins Schicksal, 1998 (auch Thomas von Magnus und Das Geheimnis von Merlin, 2005)

Mars-Diaries
1. Mars-Tagebücher. Mission 1: Sauerstoffgehalt 0%, 2005
2. Mars-Tagebücher. Mission 2: Den Aliens auf der Spur, 2007
3. Mars-Tagebücher. Mission 3: Zeitbombe, 2008